# スワン・プリンセス3/禁断の書
『スワン・プリンセス3/禁断の書』（スワン・プリンセススリー/きんだんのしょ、原題：The Swan Princess III: The Mystery of the Enchanted Treasure / The Swan Princess: The Mystery of the Enchanted Kingdom）は、1998年8月4日に発売されたアメリカ合衆国のアニメーション映画。『スワン・プリンセス/白鳥の湖』と『スワン・プリンセス2/魔王の城』に続く第3作であり、オリジナルビデオとして制作された。前2作品同様にリチャード・リッチが監督、ブライアン・ニッセンが脚本を務めている。
日本では1998年10月23日にソニー・ピクチャーズ エンタテインメントから日本語吹替版と字幕スーパー版のVHSが発売されており、DVD化されなかった。パッケージ裏のキャッチコピーは「みんなの力で邪悪な魔法使いゼルダから王国を守れ!」。

## キャスト
| 役名         | 英語版声優                 | 日本語吹替                    |
| ------------ | -------------------------- | ----------------------------- |
| オデット姫   | ミシェル・ニカストロ       | 魏涼子                        |
| デレク王子   | ブライアン・ニッセン       | 森川智之（台詞） 石川禅（歌） |
| パフィン中尉 | スティーヴ・ヴィノヴィッチ | 川久保潔                      |
| ジャン＝ボブ | ドナルド・セイジ・マッケイ | 中尾隆聖                      |
| スピード     | ダグ・ストーン             | 小森創介                      |
| ゼルダ       | カーチャ・ゾック           | 小宮和枝                      |
| ウィザー     | ポール・メイソンソン       | 江原正士                      |
| ロジャース卿 | ジョセフ・メドラーノ       | 佐々木勝彦                    |
| ユバータ王妃 | クリスティ・ランダース     | 井上瑤                        |
| 従者ブロム   | オーウェン・ミラー         | 梅津秀行                      |
| フレデリック | ポール・メイソンソン       | 岩崎ひろし                    |
| ブリジット   | ロージー・マン             | 滝沢ロコ                      |
| ロスバート   | ショーン・ライト           | 池田勝                        |

※コーラス：高橋哲也、佐野篤、水上美恵子、一木有佳子

## スタッフ
- 監督：リチャード・リッチ（英語版）
- 製作：テリー・L・ノーズ、リチャード・リッチ、トーマス・J・トービン、ジャレッド・F・ブラウン
- 脚本：ブライアン・ニッセン
- 原案：リチャード・リッチ、ブライアン・ニッセン
- 製作総指揮：セルドン・O・ヤング、ジャレッド・F・ブラウン、K・ダグラス・マーティン
- 音楽：レックス・デ・アゼベート（英語版）
- 編集：ポール・マーフィー

## 日本語版制作スタッフ
- 演出：木村絵理子
- 翻訳・訳詞：桜井裕子
- 音楽指導：佐々木謙、岩波昌志
- 調整：阿部佳代子
- プロデュース：吉岡美惠子
- 制作担当：神部宗之、稲毛弘之
- 日本語版制作：（株）東北新社

## 関連商品
VHS
- 「スワン・プリンセス3/禁断の書 日本語吹替版」（ソニー・ピクチャーズ エンタテインメント、1998年10月23日発売）BNS-25419
- 「スワン・プリンセス3/禁断の書 字幕スーパー版」（ソニー・ピクチャーズ エンタテインメント、1998年10月23日発売）BCS-25419